# Palliative Care
Palliative Care (englisch; von lateinisch cura palliativa von palliare ‚mit einem Mantel bedecken‘; englisch care ‚Fürsorge, Versorgung, Betreuung, Aufmerksamkeit‘), in Deutschland teils gleichbedeutend mit Palliativversorgung verwendet, ist ein international anerkanntes umfassendes Konzept zur Beratung, Begleitung und Versorgung schwerkranker Menschen jeden Alters mit einer nicht heilbaren, lebensbedrohlichen Grunderkrankung.
Nach der Begründerin der modernen Hospizbewegung Cicely Saunders (1918–2005) geht Palliative Care mit einer bestimmten Haltung einher, die als Orientierung in und zwischen Organisationen verstanden werden kann. So versteht sich Palliative Care auch, aber nicht ausschließlich als Alternative zu auf Heilung ausgerichteter Behandlung und bezieht sich ausdrücklich nicht nur auf die Patienten, die sich schon im letzten Stadium einer tödlichen Erkrankung befinden.
Zusätzlich beschäftigt sich Palliative Care mit Lehre und Forschung auf diesem Gebiet. Daraus entwickelten sich weitere wissenschaftliche Disziplinen, wie zum Beispiel Spiritual Care, sowie Konzepte zur Vorsorge wie das Advance Care Planning (ACP), für die letzte Lebensphase die End-of-Life-Care (EoLC) und für Angehörige die Trauerbegleitung.
Die sich daraus ergebende praktische Palliativversorgung (oder palliative Versorgung) ist eine Form der Care-Arbeit, die von mehreren Einrichtungen des Gesundheitswesen angeboten und in interdisziplinärer Zusammenarbeit verschiedener Berufsgruppen und auch ehrenamtlichen Helfern umgesetzt wird. Tragende Säulen sind hierbei unter anderen die Palliativmedizin, die Palliativpflege und die Hospizarbeit (im Sinne einer psychosozialen Begleitung).
Werden Palliativ-Fachleute und erfahrene Helfer frühzeitig hinzugezogen, können Notfälle, Krisen und letztlich der Sterbeprozess besser bewältigt und damit gegebenenfalls ungewünschte oder unnötige Krankenhausaufenthalte vermieden werden. Außerdem konnte nachgewiesen werden, dass sich bei frühzeitiger palliativer Mitbehandlung die verbleibende Lebenszeit verlängern kann, und das bei verbesserter Lebensqualität.
In vielen Ländern wurden daher eigene Konzepte mit überprüfbaren Kriterien für die Palliativversorgung entwickelt. Diese beziehen sich auf alle Bereiche der psychosozialen Begleitung und medizinisch-pflegerischen Versorgung, die den Schwerkranken beziehungsweise Sterbenden und seine Angehörigen unmittelbar betreffen. Schwerpunkte sind die Symptomkontrolle zur Linderung individuell empfundener Beschwerden und Unterstützung bei psychologischen, sozialen und spirituellen Bedürfnissen. Das Ziel ist, die bestmögliche Lebensqualität für den betroffenen Patienten und dessen Familie zu erreichen.

## Konzept
Das Konzept Palliative Care beruht auf einem jahrhundertealten Prinzip: „Heilen manchmal, lindern oft, trösten immer.“ In einer zunehmend technologisch orientierten Medizin begann ab dem letzten Drittel des 20. Jahrhunderts eine Rückbesinnung auf die Bedürfnisse schwerkranker Menschen, die über die rein körperliche Versorgung hinausgehen. Palliative Care berücksichtigt die aktuelle körperliche, seelische, soziale und spirituelle Situation und die daraus folgenden Bedürfnisse schwer und unheilbar erkrankter Menschen und ihres Umfeldes: Angehörige werden als nahestehende Begleiter des Schwerkranken miteinbezogen und erfahren ebenso wie der Patient Unterstützung und Zuwendung. Außerdem können sie dazu beitragen, den mutmaßlichen Willen des Kranken zu ergründen, wenn dieser nicht (mehr) für sich selbst sprechen kann und keine entsprechenden Verfügungen vorliegen. Dies ist insofern von Bedeutung, als Bedürfnisse, Wunsch und Wille des Kranken die Grundlage für alle Behandlungs- und Pflegemaßnahmen sind.
Verschiedene, nicht nur im Gesundheitswesen tätige Berufsgruppen setzen Palliative Care in enger Vernetzung und in Hinblick auf Wunsch und Willen des Patienten um: Neben ehrenamtlichen Helfern, ärztlichem und Pflegepersonal beteiligen sich bei Bedarf auch Diätologen und Diätassistenten, Musik-, Kunst-, Atem- und Ergotherapeuten, Logopäden, Physiotherapeuten, Psychologen, Seelsorger, Sozialarbeiter und Sozialpädagogen. Hinzu kommen beteiligte Angehörige. Palliative Care versteht sich ausdrücklich nicht als Behandlungs- und Betreuungsoption nur für die letzten Lebenstage, sondern als frühzeitig einsetzbare Begleitung der Betroffenen; im Idealfall schon ab Diagnosestellung einer tödlich verlaufenden Erkrankung.
Eine Grundhaltung der Palliative Care ist die Akzeptanz der Endlichkeit des Lebens. Daher wird das künstliche Verzögern des Sterbens abgelehnt, ebenso die aktive Sterbehilfe.
Basisprinzipien der Palliative Care
Cicely Saunders formulierte 1977 folgende Basisprinzipien für die Palliative Care, in der die besondere hospizliche Haltung zum Ausdruck kommt (Übersetzung aus dem Englischen):
1. Die Behandlung des Patienten findet in unterschiedlicher Umgebung (ambulant, stationär, zu Hause, Pflegeheim o. a.) statt.
2. Das Management erfolgt durch ein erfahrenes, professionelles, multidisziplinäres Team.
3. Die Kontrolle allgemeiner Symptome, insbesondere des Schmerzes, erfolgt durch Spezialisten.
4. kompetente Pflege durch erfahrenes Pflege(fach)personal
5. Das Behandlungsteam wird von einem geeigneten Teammitglied geleitet.
6. Die Bedürfnisse von Patienten und seiner Familie werden als Ganzes betrachtet.
7. Freiwillige (Ehrenamtliche) sind integraler Bestandteil des versorgenden Teams.
8. Es gilt der Grundsatz „High person, low technology“, d. h., das Menschliche tritt in den Vordergrund, das medizinisch mit viel technischem Aufwand Machbare in den Hintergrund. Ziel der Therapie ist die Lebensqualität des Patienten.
9. Die zentrale Administration ist (ständig) erreichbar.
10. Trauerbegleitung
11. Forschung, Dokumentation und Auswertung der Behandlungsergebnisse
12. Lehre (Unterricht und Ausbildung von Ärzten, Pflegekräften, Sozialarbeitern und Seelsorgern)
13. Engagement und Hingabe (das Begleiten schmerzlicher Umstände erfordert eine gewisse Reife, Mitgefühl und Verständnis)

## Entstehung des Begriffs

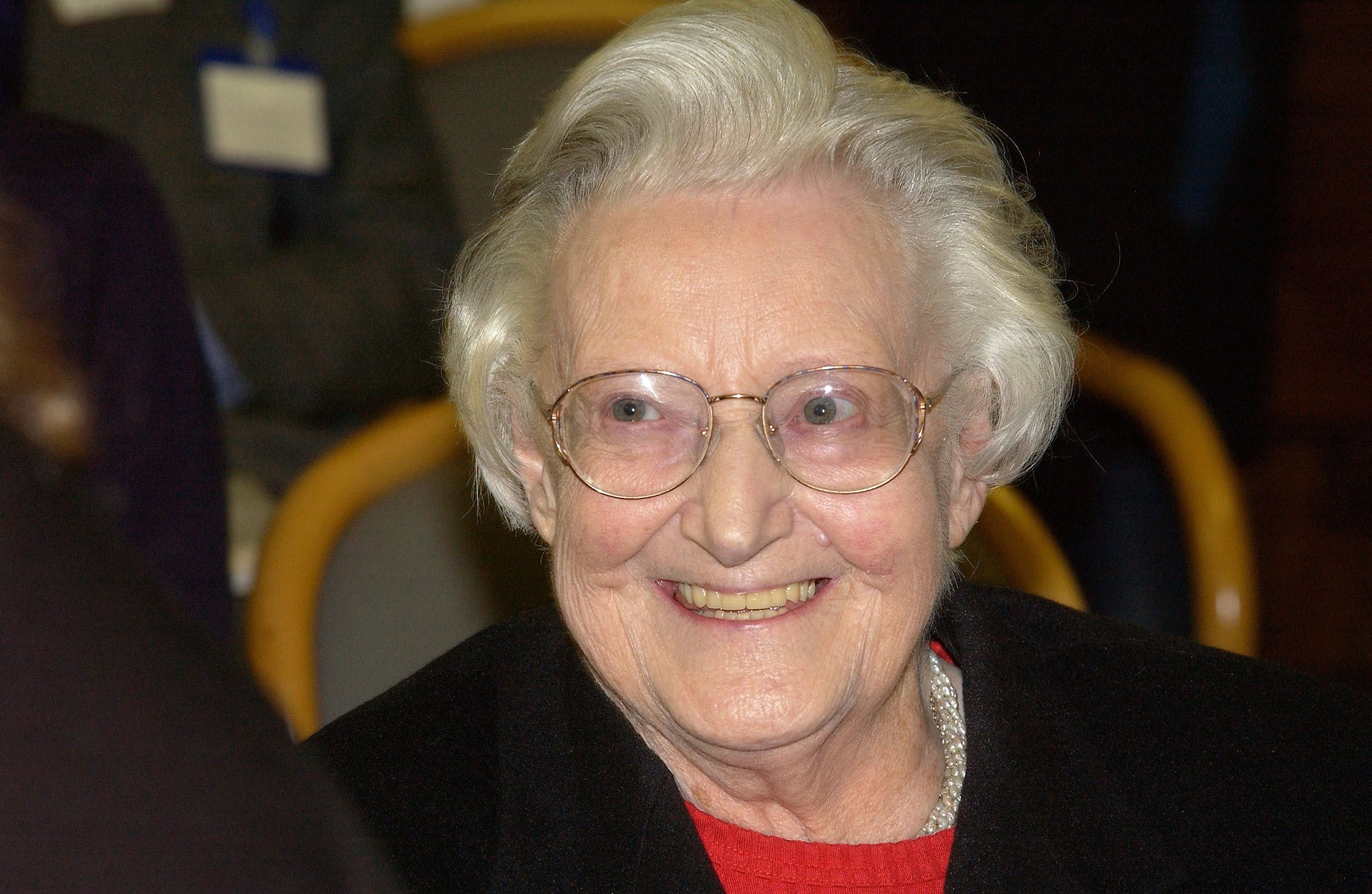
Dame Cicely Saunders prägte den Begriff Hospice Care

Palliative Care hat seinen Ursprung in der Hospizbewegung, die in den 1960er Jahren im Vereinigten Königreich von Cicely Saunders begründet wurde. Saunders sprach zunächst von Care of the Dying, später verwendete sie den Begriff Hospice Care. Durch das Buch On Death and Dying von Elisabeth Kübler-Ross erfuhr der kanadische Arzt Balfour Mount (* 1939) vom St Christopher’s Hospice, das von Saunders gegründet worden war. Veranlasst durch eine krankenhausinterne Untersuchung zur Situation Sterbender, die erschütternde Ergebnisse zu Tage brachte, suchte Mount nach Wegen, die die unzulängliche Behandlung dieser Patientengruppe verbessern konnten. Er nahm Kontakt zu Saunders auf und hospitierte 1973 eine Woche lang im Londoner Hospiz. Beeindruckt von der dortigen Arbeit baute Mount im Royal Victoria Hospital Québec eine hospizähnliche Abteilung auf, zunächst im Rahmen eines Pilotprojektes. Aufgrund der erfolgreichen Arbeit dieser Abteilung wurde sie ab 1976 offizieller Bestandteil des Hospitals.
Ursprünglich beabsichtigte Mount, diese erste Palliativeinrichtung innerhalb eines Akutkrankenhauses auch hospice zu nennen. Da der Begriff aber im Französischen schon durch die Bedeutung ‚Pflegeheim‘ besetzt war, schuf Mount die Bezeichnung Palliative Care, französisch soins palliatifs. In der Folge übernahmen Cicely Saunders und andere Experten sowie Organisationen, die auf diesem Gebiet tätig sind, den Begriff. Mit Palliative Care sollte deutlich werden, dass hospizliche Begleitung und Versorgung nicht nur innerhalb einer speziellen Einrichtung und nicht ausschließlich für Sterbende in deren letzten Lebenstagen und -stunden angeboten wird, sondern ebenso Menschen unterstützen möchte, die über Monate und Jahre von schwerer, unheilbarer Krankheit betroffen sind.
Eine Studie zur Historie der Palliativmedizin im British Medical Journal analysierte die ersten Verwendungen des Wortes 'palliative care' im 19ten Jahrhundert.  Um einige Beispiele für frühere Verwendungen des Wortes „palliative care“ zu untersuchen, unternahmen Mark Taubert und Kollegen eine Literaturrecherche in den frühesten verfügbaren BMJ-Archivabschnitten, zwischen den Jahren 1840 und 1842. Dies gab einen Einblick in die Verwendung des Wortes in der medizinischen Literatur in der viktorianischen Zeit, Mitte des neunzehnten Jahrhunderts. Einige viktorianische Ärzte assoziierten das Wort palliativ damit, dass es keine Aussicht auf Heilung gab, sondern nur auf die Linderung der schlimmsten Symptome zum Beispiel der Tuberkuloseerkrankung ankam. Es gab jedoch schon früh Überlegungen, ob palliative Behandlungen in einigen Fällen sogar die Lebenserwartung der Patienten verlängern können.
1985 führte das Royal College of Physicians im Vereinigten Königreich die ärztliche Spezialisierung Palliative Care Consultant ein,
womit einerseits die Ärzteschaft Palliative Care als neue Disziplin anerkannte, andererseits das medizinische Establishment damit einen Versuch unternahm, dieses Feld für sich als medizinisches Behandlungsgebiet – und nicht als ganzheitliches Umsorgungskonzept – zu reklamieren.
Saunders bezeichnete Palliative Care als Philosophie, die nicht auf materiellen Möglichkeiten, sondern auf Haltungen und Kompetenzen basiere.
Für die aus dem Englischen stammende Bezeichnung gibt es im Deutschen keine passende Übersetzung, die alle Facetten von Palliative Care in einem Begriff zusammenfasst. Eine 2008 erschienene Analyse der Fachliteratur ergab 37 englischsprachige und 26 deutschsprachige Definitionen zu den Begriffen Palliative Care und Palliativmedizin. Hinzu kommt, dass Palliative Care in frühen Publikationen fälschlicherweise mit Palliativpflege übersetzt wurde. Die entsprechenden Fachkreise haben daher den international gültigen Fachausdruck im Sinne der Definition der Weltgesundheitsorganisation (WHO) übernommen.

## Definitionen

### Weltgesundheitsorganisation WHO 1990 und 2002
1990 veröffentlichte die WHO eine Definition für das Betreuungskonzept:
Palliative Care ist…

„[…] die aktive, ganzheitliche Behandlung von Patienten mit einer progredienten, weit fortgeschrittenen Erkrankung und einer begrenzten Lebenserwartung zu der Zeit, in der die Erkrankung nicht mehr auf eine kurative Behandlung anspricht und die Beherrschung von Schmerzen, anderen Krankheitsbeschwerden, psychologischen die erfolgreiche Behandlung der Schmerzen und weiterer Symptome sowie die Hilfe bei psychologischen, sozialen und spirituellen Problemen höchste Priorität besitzt.“

2002 wurde diese Definition von einer neuen Version abgelöst. Danach ist Palliative Care

„[…] ein Ansatz zur Verbesserung der Lebensqualität von Patienten und deren Familien, die mit Problemen konfrontiert sind, die mit einer lebensbedrohlichen Erkrankung einhergehen: durch Vorbeugen und Lindern von Leiden, durch frühzeitiges Erkennen, untadelige Einschätzung und Behandlung von Schmerzen sowie anderen belastenden Beschwerden körperlicher, psychosozialer und spiritueller Art.“

### International Association for Hospice and Palliative Care 2019
Die International Association for Hospice and Palliative Care (IAHPC) überarbeitete ab 2018 die Definition für Palliative Care im Rahmen eines Projektes, das unter anderem eine Befragung von über 400 IAHPC-Mitgliedern aus 88 Ländern beinhaltete. Ergebnis war eine zweiteilige konsensbasierte Definition, die 2019 veröffentlicht wurde. Sie besteht aus einleitenden Aussagen und einer Auflistung der Schwerpunkte von Palliative Care. Danach ist Palliative Care „die aktive und umfassende Versorgung von Menschen jeden Alters mit schwerem gesundheitsbezogenem Leiden infolge schwerer Erkrankung und insbesondere von Menschen nahe am Lebensende“ mit dem Ziel, „die Lebensqualität von Patienten, deren Familien und pflegenden Zugehörigen“ zu verbessern.
Unter anderem soll das Sterben als natürlicher Prozess anerkannt und der Tod weder absichtlich beschleunigt noch hinausgezögert werden. Familien und pflegenden Zugehörigen sollen nicht nur während der Erkrankung der Patienten, sondern auch nach deren Tod in ihrer Trauer Unterstützung erfahren, unter Anerkennung kultureller Werte und Überzeugungen der Patienten und ihrer Zugehörigen. Palliative Care soll in allen Einrichtungen des Gesundheitswesens und am Wohnort anwendbar sein.
Ein dritter Abschnitt enthält Empfehlungen an die Regierungen.

## Zielgruppe
Palliativversorgung ist in erster Linie ein Angebot an Patienten mit einer nicht heilbaren, fortschreitenden und weit fortgeschrittenen Erkrankung. Dazu zählen nicht nur Tumorpatienten, sondern auch Menschen mit neurologischen degenerativen Krankheiten wie Amyotrophe Lateralsklerose (ALS), angeborenen oder erworbenen körperlichen Defekten wie Mukoviszidose, Lungenfibrose oder irreversibles Schädel-Hirn-Trauma, sowie Hochbetagte, die oft unter mehreren, mitunter chronisch verlaufenden, internistischen Krankheiten oder Demenz leiden.
 Entscheidend für die Indikation einer Palliativbehandlung ist aber nicht die Todesnähe, sondern ob der Erkrankte an belastenden Symptomen leidet, oder anderen durch die Krankheit verursachten Unterstützungsbedarf hat, der möglicherweise auch das Umfeld des Patienten betrifft. Insofern werden auch Angehörige zur Zielgruppe der Palliative Care gerechnet, die oft ebenso wie der Patient einer psycho-sozialen Betreuung bedürfen.
Ist beispielsweise eine kurative Behandlung der Grunderkrankung mit medizinischen Maßnahmen wie Chemo- und Strahlentherapie, die häufig mit erheblichen Nebenwirkungen und Einschränkungen einhergehen, nicht mehr möglich oder nicht gewünscht, tritt als Therapieziel jetzt die Lebensqualität in den Vordergrund. Eine solche Therapiezieländerung wird mit dem Patienten vereinbart, muss aber auch seinen Bezugspersonen vermittelt werden, so dass alle Beteiligten die Entscheidung verstehen und mittragen können.
Um auch zukünftigen Konflikten weitgehend vorzubeugen und in Notfallsituationen angemessen reagieren zu können, benötigen insbesondere im häuslichen Bereich pflegende Angehörige umfassende Information, Beratung, Anleitung und menschliche Unterstützung durch entlastende Gespräche. Diese Aufgaben übernehmen Mitarbeiter ambulanter Palliative-Care-Teams oder Hospizdienste, die nach entsprechender Absprache rund um die Uhr erreichbar sind und bei Bedarf vor Ort erscheinen.
Bei Palliativpatienten, die im Pflegeheim wohnen, wird (bei entsprechender Indikation) auf diese Weise auch das dortige Pflegepersonal unterstützt, um zum Beispiel einer ungewünschten Krankenhauseinweisung zuvorzukommen.

## Wirksamkeit frühzeitiger Palliative Care
Mehrere Untersuchungen von Patienten mit metastasiertem nicht-kleinzelligem Lungenkrebs, denen schon bei der Erstdiagnose neben der onkologischen Standardbehandlung gleichzeitig Palliativversorgung angeboten wurden, zeigten einen Rückgang der Symptome, Verbesserung der Lebensqualität, mehr Patientenzufriedenheit und eine geringere Belastung der Pflegepersonen. Dies bewog die American Society of Clinical Oncology (ASCO) 2012 zu der Annahme, dass dieses Ergebnis auch auf Patienten mit anderen onkologischen Erkrankungen zutrifft. Daher entschloss sie sich zu einer vorläufigen klinischen Empfehlung, nach der eine frühzeitige Beteiligung von Palliative Care zu einer effektiveren Versorgung führt und unnötige beziehungsweise vergebliche Intensivbehandlungen reduziert.
Dieser Empfehlung schlossen sich 2015 die Deutsche Gesellschaft für Palliativmedizin (DGP) und die Deutsche Gesellschaft für Hämatologie und Medizinische Onkologie (DGHO) in einer gemeinsamen Stellungnahme an.

## Entwicklung der Palliative Care in verschiedenen Ländern

### Deutschland
Als sich in Deutschland die Hospizbewegung und parallel dazu auch die Palliativmedizin zu formieren begannen, orientierten sich die Initiatoren zunächst an englischen Einrichtungen, die schon Konzepte zur Begleitung der letzten Lebensphase Schwerkranker entwickelt hatten.
1983 wurde am Universitätsklinikum Köln die erste Palliativstation mit Unterstützung der Deutschen Krebshilfe eingerichtet. Ihr war ein Hausbetreuungsdienst angeschlossen. 1986 wurde mit dem Haus Hörn das erste stationäre Hospiz in Aachen eröffnet. 1992 formierte sich die Bundesarbeitsgemeinschaft Hospiz (BAG Hospiz), die 2007 in Deutscher Hospiz- und PalliativVerband (DHPV) umbenannt wurde. Mit der Gründung der Deutschen Gesellschaft für Palliativmedizin (DGP) entstand 1994 die erste medizinische Fachgesellschaft, die ganz im Sinne von Palliative Care auch Angehörige nichtmedizinischer Berufsgruppen als Mitglieder zulässt. 2016 gab es nach Angaben des Deutschen Hospiz- und Palliativverbands e. V. 304 Palliativstationen/-einheiten, 235 stationäre Hospize und 1.500 ambulante Einrichtungen in der Bundesrepublik.
Mit dem von der DGP entwickelten Basiscurriculum Palliative Care erschien 1996 eine Zusammenfassung der Schwerpunkte von Palliative Care. Dazu gehört unter anderem die kreative und individuelle Pflege, Medizin und soziale Arbeit, die die körperlichen, seelischen, sozialen und spirituellen Bedürfnisse des Schwerkranken und seines Umfeldes wahrnimmt und bei Bedarf mit Hilfe ambulanter und stationärer Einrichtungen angemessen unterstützt. Auf dieser Grundlage entwickelten sich die Fortbildungen im Bereich Palliative Care, die auf die verschiedenen Berufsgruppen zugeschnitten wurden. An verschiedenen Universitäten wurden inzwischen Masterstudiengänge für Palliative Care eingerichtet, unter anderen in Bremen, Dresden und Freiburg.
2007 trat die gesetzliche Grundlage zur Finanzierung der spezialisierten ambulanten Palliativversorgung (SAPV) in Kraft. Im Rahmen der SAPV organisieren speziell geschulte Palliative-Care-Teams die weitere umfassende palliativmedizinische und -pflegerische Behandlung sowie die psychosoziale und seelsorgerliche Begleitung Schwerkranker und Sterbender im häuslichen Bereich. In manchen Regionen haben sich auch schon vor der Einführung der SAPV Versorgungsmodelle dieser Art entwickelt, beispielsweise etablierte sich in Baden-Württemberg unter dem Begriff der Brückenpflege ein Projekt zur verbesserten Begleitung Krebskranker aus dem Krankenhaus in die ambulante Betreuung.
Im November 2015 wurde das Gesetz zur Verbesserung der Hospiz- und Palliativversorgung (HPG) im Deutschen Bundestag verabschiedet. Damit wird Palliative Care ausdrücklicher Bestandteil der Regelversorgung in der gesetzlichen Krankenversicherung (GKV) und Sterbebegleitung ausdrücklicher Bestandteil des Versorgungsauftrages der Pflegeversicherung. Versicherte haben gegenüber ihrer Krankenkasse Anspruch auf individuelle Beratung bei der Auswahl und Inanspruchnahme von Leistungen der Palliative Care. Außerdem soll Palliativpflege, die innerhalb der häuslichen Krankenpflege geleistet wird, für Pflegedienste abrechenbar werden.
2023 waren folgende Einrichtungen der Palliative Care vorhanden:
- ca. 340 Palliativstationen in Krankenhäusern, davon vier für Kinder- und Jugendliche
- 260 stationäre Hospize für Erwachsene
- 19 stationäre Hospize für Kinder, Jugendliche und junge Erwachsene
- 1.500 ambulante Hospizdienste
- 367 Teams der Spezialisierten ambulanten Palliativversorgung (SAPV)
- 36 Teams der Spezialisierten ambulanten pädiatrische Palliativversorgung (SAPPV) für Kinder und Jugendliche.

Insgesamt absolvierten bis 2021 14.620 Mediziner die Zusatzausbildung Palliativmedizin.

### Österreich
Erste Initiativen zu einem anderen Umgang mit Sterbenden wurden Ende der 1970er Jahre angestoßen, aufgrund von Forderungen beruflich Pflegender, die sich durch die Tabuisierung des Themas vor große Probleme gestellt sahen. 1987 bildete sich innerhalb der in Deutschland ein Jahr zuvor gegründeten Internationalen Gesellschaft für Sterbebegleitung und Lebensbeistand (IGSL) eine Sektion Österreich.
Mit dem St. Raphael-Hospiz wurde 1992 die erste stationäre Palliativeinrichtung in Wien-Hernals eröffnet. 2003 wurde diese Hospizeinheit am Krankenhaus Göttlicher Heiland in eine Palliativstation umgewandelt.
Unter dem Titel Hospiz wurde die Palliativmedizin erstmals 1999 in den Österreichischen Krankenanstalten- und Großgeräteplan (ÖKAP/GGP) aufgenommen. Ab 2001 begann der Auf- und Ausbau von Palliativeinheiten in den Akutkrankenhäusern. Gemeinsam mit dem Dachverband Hospiz Österreich und der Österreichischen Palliativgesellschaft entwickelte das Österreichische Bundesinstitut für Gesundheitswesen 2004 „Bausteine für eine abgestufte Hospiz- und Palliativversorgung“. In der „Vereinbarung gemäß Artikel 15a B-VG über die Organisation und Finanzierung des Gesundheitswesens“ einigten sich Bund und Bundesländer auf die Einführung der abgestuften Versorgung im Palliativ- und Hospizbereich. Seit 2010 ist das Konzept Bestandteil des Österreichischen Strukturplans Gesundheit.
Das Konzept verfolgt das Ziel „die richtigen Patienten zur richtigen Zeit am richtigen Ort“ zu versorgen, was bedeutet, dass etwa 80 bis 90 Prozent aller Sterbenskranken nur einer palliativen Grundversorgung bedürfen. Diese sollen alle Dienstleister und Einrichtungen des Gesundheits- und Sozialwesen erbringen können, was eine entsprechende Qualifikation der Mitarbeiter in Palliative Care erfordert. Dagegen soll die spezialisierte Hospiz- und Palliativversorgung den 10 bis 20 Prozent aller Sterbenskranken vorbehalten sein, die sich in einer komplizierteren Situation befinden. Es handelt sich dabei um sechs verschiedene Leistungsangebote, die die Grundversorgung ergänzen: Palliativkonsiliardienst, Mobiles Palliativteam (ähnlich der SAPV in Deutschland) und Hospizteam (entspricht dem Ambulanten Hospizdienst) als unterstützende, Palliativstation, Tages- und Stationäres Hospiz als betreuende Angebote.
An der Universität Klagenfurt wurde der Internationale Universitätslehrgang Palliative Care eingerichtet, mit dem der Abschluss Master of Advanced Studies (MAS)/Palliative Care erworben werden kann.

### Schweiz
Die Krankenschwester und Erziehungswissenschaftlerin Rosette Poletti beschäftigte sich ab 1970 an der Ecole du Bon Secours in Genf mit Palliative Care. Nach Vortragsreisen von Elisabeth Kübler-Ross in der deutschen Schweiz entstanden in dieser Zeit verschiedene Freiwilligengruppen, darunter das Hospiz Aargau, die Zürcher Vereinigung zur Begleitung Schwerkranker und Freiwilligengruppen am Kantonsspital Baden. 1975 löste das Strafverfahren gegen Oberarzt Urs Haemmerli vom Zürcher Triemlispital eine öffentliche Debatte über Sterbehilfe durch Unterlassen einer „künstlichen Lebensverlängerung“ aus. In der Folge verfasste die Schweizerische Akademie der Medizinischen Wissenschaften im November 2016 erstmals Richtlinien zur Sterbehilfe, bald wurde aber auch die Gewährung von aktiver Sterbehilfe gefordert, woraufhin sich 1982 die Sterbehilfeorganisation Exit gründete.
Um 1980 begannen der Geriater Charles Henri Rapin und die Krankenschwester Anne Marie Panosetti am Centre des Soins Continus im Kanton Genf (heute Hôpital de Bellerive in Collonge) erstmals damit, palliative Medizin, Pflege und Begleitung umzusetzen.
Im Jahr 1988 wurde die Fachgesellschaft palliative ch gegründet, anfangs unter dem Namen Schweizerische Gesellschaft für Palliative Medizin, Pflege und Begleitung (SGPMP). Sie zählt mit ihren zehn Regionalgesellschaften rund 2000 Mitglieder, die sich unter anderem aus Pflegenden, Ärzten, Seelsorgern und freiwilligen Sterbebegleitern zusammensetzen.
2009 haben das Bundesamt für Gesundheit und die Gesundheitsdirektorenkonferenz eine gemeinsame „Nationale Strategie Palliative Care“ für die Jahre 2010–2012 verabschiedet, um Palliative Care angesichts der wegen einer veränderten Altersstruktur zunehmenden Zahl schwerkranker, pflegebedürftiger Menschen in der letzten Lebensphase im Schweizer Gesundheits- und Sozialwesen zu verankern. Im Januar 2010 begann die Umsetzung in den fünf Teilprojekten Versorgung, Finanzierung, Sensibilisierung, Bildung und Forschung sowie einem übergreifenden Teilprojekt zur Definition der Leitlinien. Die palliative Versorgung in der Schweiz geschieht anhand einer Matrixstruktur mit einem ambulanten Bereich, einem Langzeit- oder Hospizbereich sowie einem akuten Stationärbereich.
Am 25. Oktober 2012 wurde die „Nationale Strategie“ um drei Jahre bis 2015 verlängert.
2015 wurde im Hospiz Zürcher Lighthouse der Dachverband Hospize Schweiz gegründet, die mit ihren Mitgliedern eine neue Definition und Kriterien für stationäre Hospize erarbeitet hat. Demnach sollen Hospize als sozialmedizinische Institution mit Palliative-Care-Auftrag bezeichnet werden.
Einer 2022 erschienenen Habilitationsschrift mit dem Titel „Recht und Medizin am Lebensende“ ist zu entnehmen, dass die im Krankenversicherungsrecht angelegte Unterfinanzierung von Palliative Care zur Folge hat, dass der Zugang zu Palliative Care in der Schweiz ungenügend ist. Aus dem in Art. 12 der Bundesverfassung verankerten Recht auf Hilfe in Notlagen fließt ein Anspruch auf Zugang zu Palliative Care. Zur Gewährleistung dieses Anspruchs müssen die regulatorischen Vorgaben zur Finanzierung von Palliative Care in verschiedenen Bereichen angepasst werden.
Verschiedene Stiftungen unterstützen Einrichtungen der Palliative Care: die Christian und Inge Kracht Stiftung, die Margrit Weisheit-Stiftung und die Silvia und Ernst Ita Stiftung mit jeweiligem Sitz in Zürich sowie die Pro Pallium – Schweizer Palliativstiftung für Kinder und junge Erwachsene mit Sitz in Bern.

## Zugang zu Angeboten der Palliativversorgung in Deutschland
Der behandelnde Haus- oder Facharzt ist in der Regel der erste Ansprechpartner; für Maßnahmen der allgemeinen ambulanten Palliativversorgung (AAPV) sind auch keine besonderen Formalitäten erforderlich. Betroffene Patienten wie auch deren Angehörige können darüber hinaus eine kostenlose und unverbindliche Beratung bei den entsprechenden Stellen der Wohlfahrtsverbände oder direkt bei den verschiedenen Institutionen der Palliative Care vereinbaren. Dazu gehören der Ambulante Hospizdienst, stationäre Hospize und Palliativstützpunkte. Die meisten Einrichtungen bieten auch telefonische Beratung an.
Bei Komplikationen im Krankheitsverlauf kann der behandelnde Haus- oder Facharzt im Rahmen der Spezialisierten ambulanten Palliativversorgung (SAPV) einen Palliativmediziner oder ein Palliativteam in die Behandlung mit einbeziehen. Können die Probleme im häuslichen Bereich nicht oder nur unzureichend behandelt werden, oder wird weitere spezielle Diagnostik bzw. Therapie benötigt, so kann der Arzt den Patienten beispielsweise in ein Krankenhaus überweisen, das über eine Palliativstation verfügt. Ist abzusehen, dass die Pflege des Kranken zuhause nicht übernommen oder nicht mehr angemessen aufrechterhalten werden kann, beispielsweise weil sich die Angehörigen überfordert fühlen, sollte rechtzeitig Kontakt zu einer stationären Pflegeeinrichtung oder Hospiz aufgenommen werden, da diese Einrichtungen nicht immer sofort einen freien Platz anbieten können. Eine palliative Begleitung durch ein SAPV-Team kann auch im Pflegeheim erfolgen, wenn die Voraussetzungen dazu erfüllt sind.
Alle Krankenhäuser bieten mit einem eigenen Sozialdienst unter anderem Hilfestellung bei der Suche nach geeigneten Angeboten und bei der Bewältigung der im Einzelfall nötigen Formalien, wie sie beispielsweise für eine Aufnahme in die oder in ein stationäres Hospiz erforderlich sind. In Kliniken, die über eine palliativmedizinische Abteilung verfügen, wird bei Bedarf der palliativmedizinische Konsiliardienst eingeschaltet.

## Europäische und internationale Organisationen
Die European Association for Palliative Care (EAPC) vereint fast 50 Dachverbände und Fachgesellschaften aus 27 europäischen Ländern.
In Deutschland sind das der Bundesverband Kinderhospiz e. V., die Deutsche Gesellschaft für Palliativmedizin und der Deutsche Hospiz- und PalliativVerband e. V., in Österreich der Dachverband Hospiz Österreich (DVHÖ) und die Österreichische Palliativgesellschaft (OPG), in der Schweiz Palliative ch (Société Suisse de Médecine et de Soins Palliatifs). Ziele sind unter anderen, die Ausbildung auf allen Ebenen der Gesundheitssysteme im Bereich Palliative Care zu unterstützen, diesbezügliche Interessen zu vertreten, die Forschung und evidenzbasierte Praxis der Palliative Care zu fördern und die Zusammenarbeit zwischen den Anbietern, Organisationen, Institutionen und Einzelpersonen zu verbessern. Die EAPC entwickelt unter anderem Leitlinien für verschiedene Bereiche der Palliative Care, unterhält ein Forschungsnetzwerk und eine Reihe von Arbeitsgruppen, die sich mit speziellen Themen befassen, und richtet regelmäßig Kongresse aus.
Im Jahr 2019 wurde ihr Vizepräsident, der Leiter der Palliativmedizinischen Abteilung des Universitätsklinikums Erlangen, Christoph Ostgathe, zum Präsidenten der EAPC gewählt.
Die International Association for Hospice & Palliative Care (IAHPC) verfolgt die gleichen Ziele wie die EAPC weltweit. Sie veröffentlicht als Non-Profit-Organisation unter anderem kostenlos das Manual of Palliative Care.
Das erste europäische Forschungszentrum, das European Palliative Care Research Centre (PRC) an der Technisch-Naturwissenschaftlichen Universität Norwegens und am St. Olavs Hospital (Trondheim University Hospital), koordiniert seit 2009 europäische, nordamerikanische und australische Forscher und Forschungsgruppen; unter anderem mit dem Ziel, die Symptombehandlung insbesondere bei Schmerz und Kachexie zu verbessern.